# Шатилов, Дмитрий Владимирович
Дми́трий Влади́мирович Шати́лов (15 сентября 1886, Саратов — 6 декабря 1953) — капитан лейб-гвардии Измайловского полка, участник Белого движения. Во время Второй мировой войны — командир 3-го полка Русского корпуса на Балканах.

## Биография
Из дворян.
Окончил 3-й Московский кадетский корпус (1907) и Павловское военное училище (1909), откуда выпущен был подпоручиком в 6-й Восточно-Сибирский стрелковый полк.
23 сентября 1910 года переведен в лейб-гвардии Измайловский полк, с которым и вступил в Первую мировую войну. За боевые отличия был награждён тремя орденами, в том числе орденом Св. Анны 4-й степени с надписью «за храбрость». Произведен в поручики 7 июля 1916 года, в штабс-капитаны — 29 августа того же года, в капитаны — 19 апреля 1917 года. В августе 1917 был членом офицерской организации в Петрограде, затем входил в организацию Пуришкевича. Арестовывался осенью 1917.
В ноябре 1917 прибыл на Дон и вступил в Добровольческую армию, в декабре — в отряде генерала Черепова. На 21 января 1918 года — начальник строевого отдела полевого штаба армии. Участвовал в 1-м Кубанском походе в 3-й роте Офицерского полка. В июне 1918 — адъютант полковника Кутепова. Был ранен. В 1919 году — начальник канцелярии помощника по гражданской части командующего Добровольческой армией. Затем служил в Русской армии до эвакуации Крыма. После Галлиполи — в Болгарии, осенью 1925 года — в составе Гвардейского отряда в Югославии, полковник.
В эмиграции в Югославии. Служил в югославянском министерстве финансов, состоял представителем полкового объединения в Югославии. В годы Второй мировой войны служил в Русском корпусе. 31 октября 1941 года назначен командиром 2-го батальона 1-го полка (в чине майора), с января 1942 года — командиром 3-го полка (в чине оберста). В 1948 году переехал в США.
Умер в 1953 году в Вайнленде. Похоронен на кладбище Новодивеевского монастыря.

## Семья
Был женат на Марии Александровне Толстой (в монашестве Мариам; 1889—1975). Их дети:
- Владимир (1923—1986), окончил Первый Русский кадетский корпус (1941). Служил в Русском корпусе, подпоручик, затем лейтенант. Был ранен. После 1948 года переехал в США, протоиерей.
- Мария (ум. 1987), замужем за поручиком Владимиром Степановичем Павленко, секретарем Союза чинов Русского корпуса. Их сын протоиерей РПЦЗ Стефан Павленко. Дочери Мария Грант (Grant) и Ольга Кэнир (Kinnear).

## Награды
- Орден Святой Анны 4-й ст. с надписью «за храбрость» (ВП 28.10.1914)
- Орден Святого Станислава 3-й ст. с мечами и бантом (ВП 26.01.1915)
- Орден Святой Анны 3-й ст. с мечами и бантом (ВП 9.02.1915)